# مغزرة باتاغونية
مغزرة باتاغونية (الاسم العلمي: Polygala patagonica) هي نوع نباتي يتبع جنس المغزرة من فصيلة المغزرية.